# Queen's Cup
De Queen's Cup is een golftoernooi dat sinds 2009 deel uitmaakt van de Aziatische PGA Tour.
Er zijn twee toernooien die bijna dezelfde naam hebben, de Queen Sirikit Cup en de Queen's Cup, die ter ere van koningin Sirikit wordt gespeeld.

## Queen's Cup
Het toernooi wordt gespeeld ter ere van de verjaardag van koningin Sirikit, die in 2010 78 jaar wordt. 
Het toernooi bestaat al langer, maar is in 2009 opgenomen in de Aziatische Tour. De winnaar van 2009 was de 20-jarige Phandungsil met een score van -16 op de Santiburi Samui Country Club. 
 Het prijzengeld in 2010 is € 300.000.

#### Winnaars
- 2009:  Chinnarat Phadungsil (-16)
- 2010:  Tetsuji Hiratsuka (-11)
- 2011:  Chawalit Plaphol (-11)
- 2012:  Thaworn Wiratchant (-7)

## Queen Sirikit Cup
Sinds 1979 bestaat de Queen Sirikit Cup voor dames amateurs. Omdat de namen van de twee toernooien regelmatig verward werden, kreeg na enkele jaren het toernooi de naam "Amateur Ladies Asia-Pacific Invitational Golf Team Championship". Er doen veertien landen mee. De 30ste editie vond in 2008 voor de 3de keer plaats in Japan, in 2009 werd op Bali gespeeld.

#### Winnaars
In de eerste 30 jaren waren er slechts vijf landen die het toernooi wonnen. De meervoudige winnaars waren Korea (11), Australië (8), Japan (6), Nieuw-Zeeland (3) en Chinees Taipei (2).
| - 1979: Japan - 1980: Japan - 1981: Australië - 1982: Australië - 1983: Australië - 1984: Nieuw-Zeeland - 1985: Australië - 1986: Australië - 1987: Japan - 1988: Australië | - 1989: Zuid-Korea - 1990: Nieuw-Zeeland - 1991: Zuid-Korea - 1992: Zuid-Korea - 1993: Japan - 1994: Zuid-Korea - 1995: Zuid-Korea - 1996: Zuid-Korea - 1997: Japan - 1998: Zuid-Korea | - 1999: Nieuw-Zeeland - 2000: Australië - 2001: Australië - 2002: Japan - 2003: Zuid-Korea - 2004: Zuid-Korea - 2005: Taiwan - 2006: Taiwan - 2007: Zuid-Korea - 2008: Zuid-Korea | - 2009: Zuid-Korea - 2010: Tetsuji Hiratsuka |